# Floby
Floby är en tätort i Falköpings kommun.

## Historia
1858 öppnades Västra stambanan genom Floby socken och en station öppnades nära gränsen till grannsocknen Sörby. Stationen kallades först Sörby, men 1912 ändrades namnet till Floby. Kyrkbyn Floby kyrkby med Floby kyrka ligger strax sydost om Floby. 
Ett samhälle med industrier och service började växa fram, och det hade status som municipalsamhälle 1923-1961. Vid kommunreformen 1952 blev Floby centralort i Vilske kommun, vilken 1974 inkorporerades med Falköpings kommun.
Efter att stationen lagts ner och de kommunala funktionerna centraliserats bort började Floby gå tillbaka från mitten av 1970-talet, med minskande service och befolkning. Den negativa utvecklingen tycks ha stannat av i samband med att orten återfick tågförbindelse 2003, då Floby blev hållplats för regionala tåglinjer.
Efter kommunreformen 1862 ingick Floby i både Floby landskommun och Sörby landskommun. Floby municipalsamhälle inrättades för orten 5 juli 1923 i båda landskommunerna. När dessa 1952 uppgick i Vilske landskommun så ingick orten där samt municipalsamhället tills detta upplöstes 31 december 1961.

### Befolkningsutveckling
| Befolkningsutvecklingen i Floby 1960–2020 | Befolkningsutvecklingen i Floby 1960–2020 | Befolkningsutvecklingen i Floby 1960–2020 | Befolkningsutvecklingen i Floby 1960–2020 | Befolkningsutvecklingen i Floby 1960–2020 |
| ----------------------------------------- | ----------------------------------------- | ----------------------------------------- | ----------------------------------------- | ----------------------------------------- |
|                                           |                                           |                                           |                                           |                                           |
| År                                        |                                           |                                           | Folkmängd                                 | Areal (ha)                                |
| 1960                                      | 1960                                      |                                           | 1 386                                     |                                           |
| 1965                                      | 1965                                      |                                           | 1 644                                     |                                           |
| 1970                                      | 1970                                      |                                           | 1 835                                     |                                           |
| 1975                                      | 1975                                      |                                           | 1 879                                     |                                           |
| 1980                                      | 1980                                      |                                           | 1 863                                     |                                           |
| 1990                                      | 1990                                      |                                           | 1 707                                     | 226                                       |
| 1995                                      | 1995                                      |                                           | 1 589                                     | 227                                       |
| 2000                                      | 2000                                      |                                           | 1 512                                     | 227                                       |
| 2005                                      | 2005                                      |                                           | 1 544                                     | 228                                       |
| 2010                                      | 2010                                      |                                           | 1 499                                     | 226                                       |
| 2015                                      | 2015                                      |                                           | 1 562                                     | 225                                       |
| 2020                                      | 2020                                      |                                           | 1 593                                     | 222                                       |
|                                           |                                           |                                           |                                           |                                           |

## Näringsliv
De största företagen är Automotive Components Floby AB (560 anställda), som tillverkar bromsskivor, navmoduler och vevstakar till fordonsindustrin, och Autokaross Rescue Systems (tidigare Autokaross i Floby) (80 anställda). Många pendlar in till industrierna från andra orter i närheten, men en hel del Flobybor pendlar också ut, främst till Falköping.

## Sport
Volleybollaget Floby VK har blivit svenska mästare två gånger.

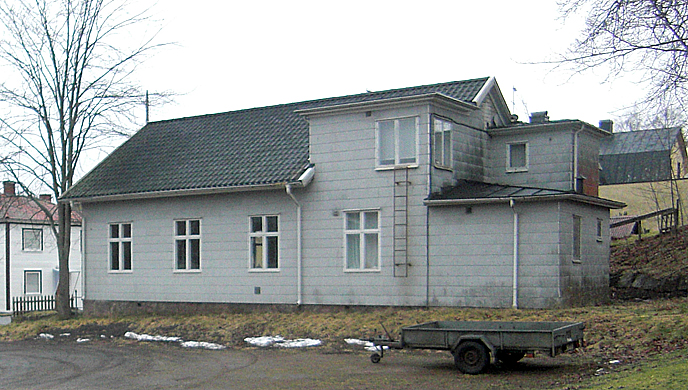
Floby Missionshus
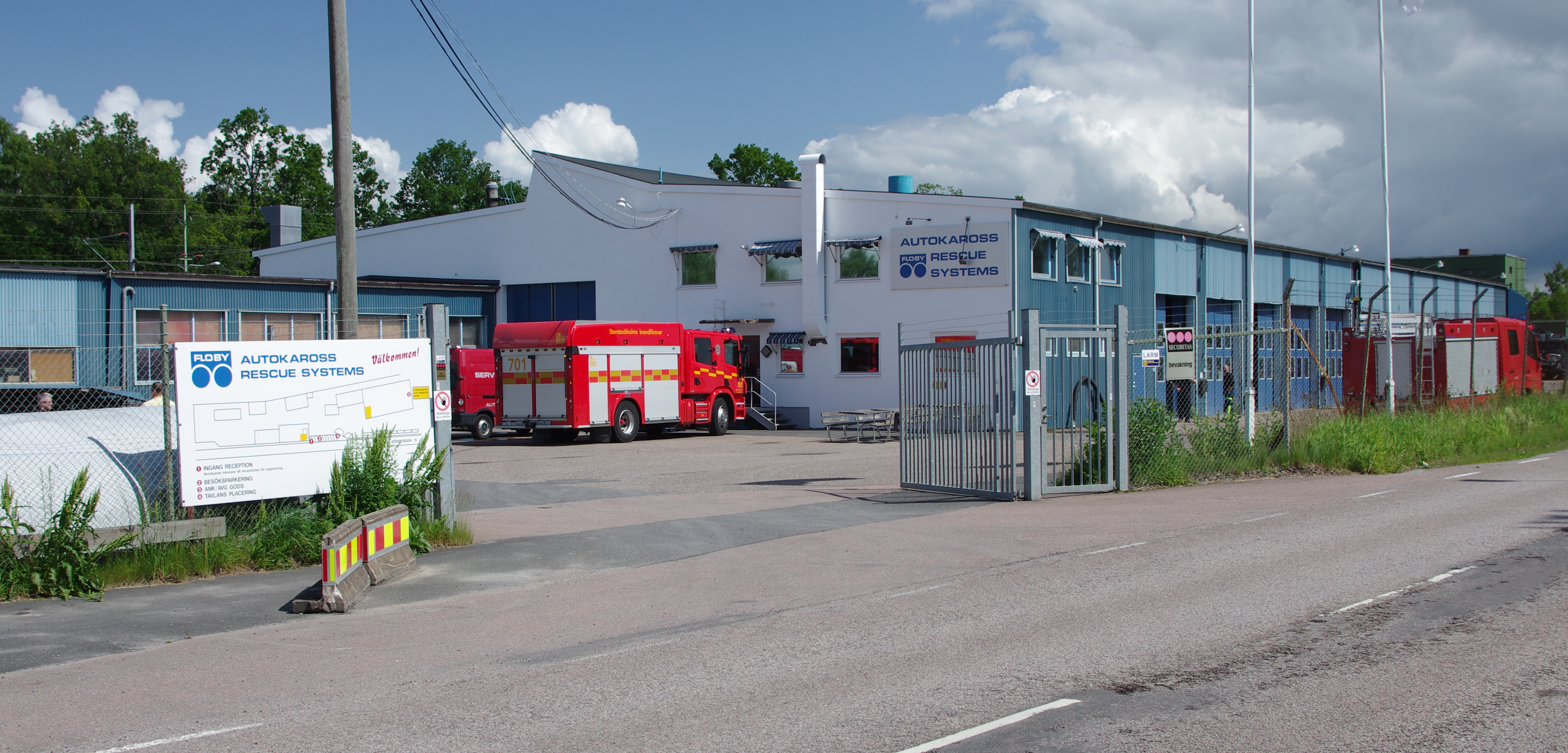
Autokaross bygger flak och lastlösningar till bilar, lastbilar och brandbilar.
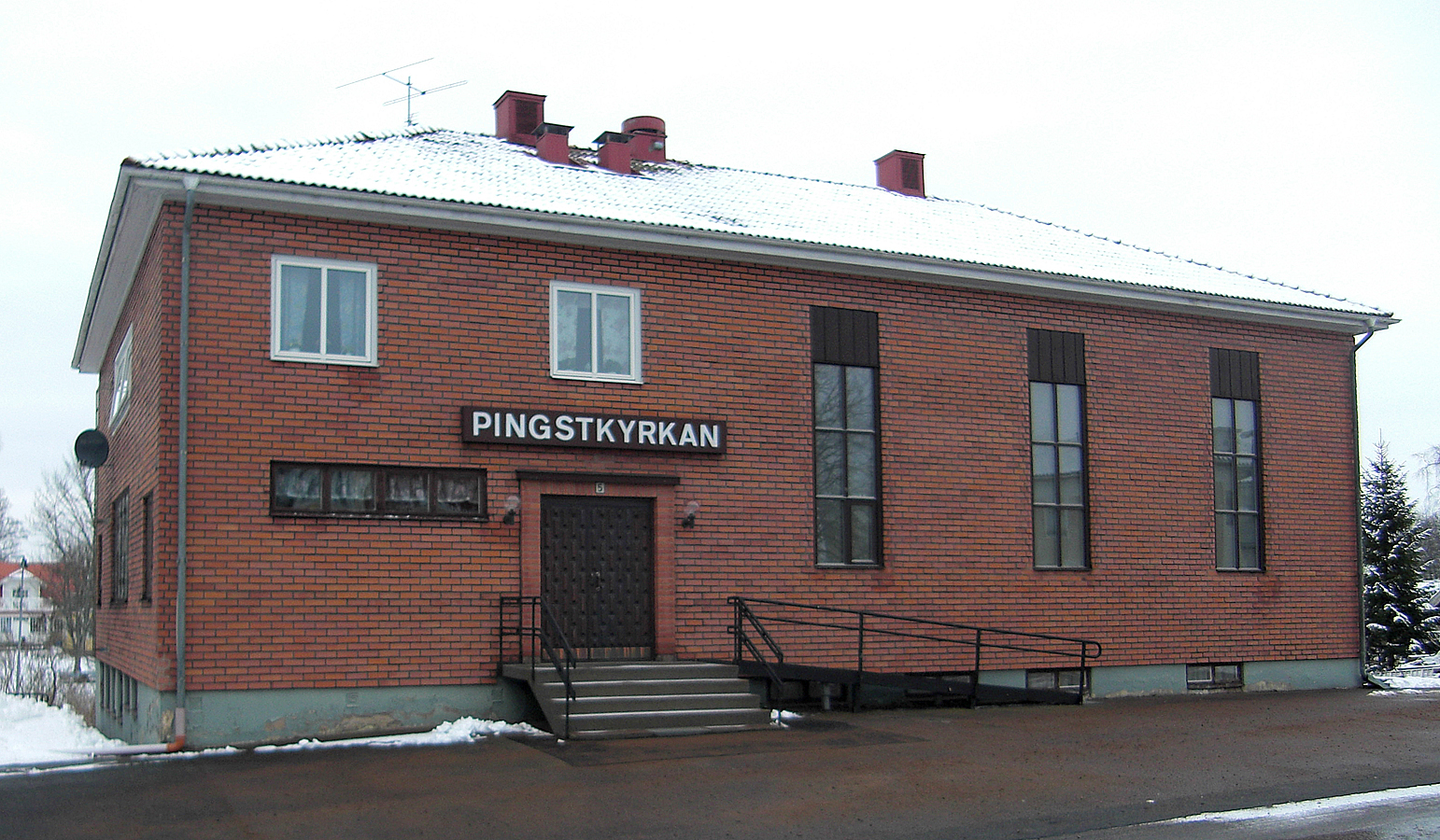
Pingstkyrkan